# Pararistolochia
Pararistolochia är ett släkte av piprankeväxter. Pararistolochia ingår i familjen piprankeväxter.

## Dottertaxa tillPararistolochia, i alfabetisk ordning[1]
- Pararistolochia alexandriana
- Pararistolochia australopithecurus
- Pararistolochia biakensis
- Pararistolochia ceropegioides
- Pararistolochia decandra
- Pararistolochia deltantha
- Pararistolochia dictyophlebia
- Pararistolochia dielsiana
- Pararistolochia engleriana
- Pararistolochia fimbriata
- Pararistolochia goldieana
- Pararistolochia gracilifolia
- Pararistolochia incisiloba
- Pararistolochia kepara
- Pararistolochia laheyana
- Pararistolochia leonensis
- Pararistolochia linearifolia
- Pararistolochia macrocarpa
- Pararistolochia mannii
- Pararistolochia manokwariensis
- Pararistolochia meridionaliana
- Pararistolochia momandul
- Pararistolochia paradisiana
- Pararistolochia peninsulensis
- Pararistolochia pithecurus
- Pararistolochia praevenosa
- Pararistolochia preussii
- Pararistolochia promissa
- Pararistolochia schlechteri
- Pararistolochia sepikensis
- Pararistolochia sparusifolia
- Pararistolochia tithonusiana
- Pararistolochia triactina
- Pararistolochia zenkeri